# Clifden
Clifden (gaelico irlandese: An Clochán, lett. "piccola cella monastica") è un piccolo centro nella costa occidentale dell'Irlanda, nella contea di Galway. Situato in pieno Connemara, nonostante le sue modeste dimensioni viene considerato la capitale della celebre regione. Le attività principali sono il turismo e la pesca.

## Storia

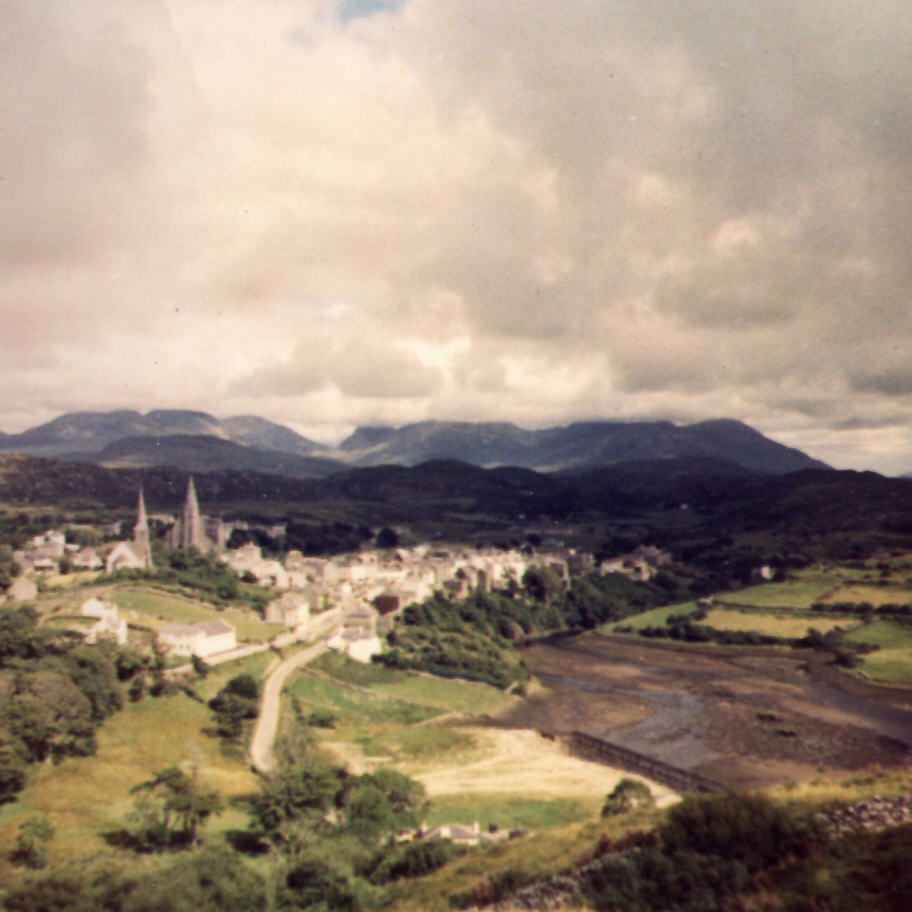
Clifden nel 1965

La cittadina fu fondata all'inizio del XIX secolo da John D'Arcy che viveva nel castello di Clifden (oggi in rovina e facilmente visibile dalla Sky Road che parte ad ovest del centro abitato). Clifden acquistò notorietà nei primi anni del 1900 quando Guglielmo Marconi costruì il suo più grande telegrafo senza fili transatlantico nel luogo per comunicare con Terranova.
Vicino Clifden c'è anche il luogo dell'atterraggio di emergenza del primo volo transatlantico da ovest a est condotto da John Alcock e Arthur Whitten Brown, avvenuto il 15 giugno 1919. L'aereo infatti si schiantò nella brughiera di Derrygimlagh Bog, vicino alla stazione di Marconi. Il primo servizio telegrafico fisso che connetteva Clifden alla Nuova Scozia fu inaugurato il 17 ottobre 1907 e fu chiuso il 25 luglio 1922 a causa di gravi danni subiti durante la Guerra civile irlandese. Nei momenti di maggior afflusso, più di 400 persone trovarono lavoro nella stazione telegrafica.
Un altro episodio poco felice della guerra civile riguarda il "The burning of Clifden" del 1921, dove 14 case sospettate di essere repubblicane furono bruciate dai Black and Tans. Dal 1895 al 1935 Clifden è stata il capolinea occidentale della Midland Great Western Railway, importante linea ferroviaria. La stazione adesso è un pub.

## Infrastrutture e trasporti

### Strade

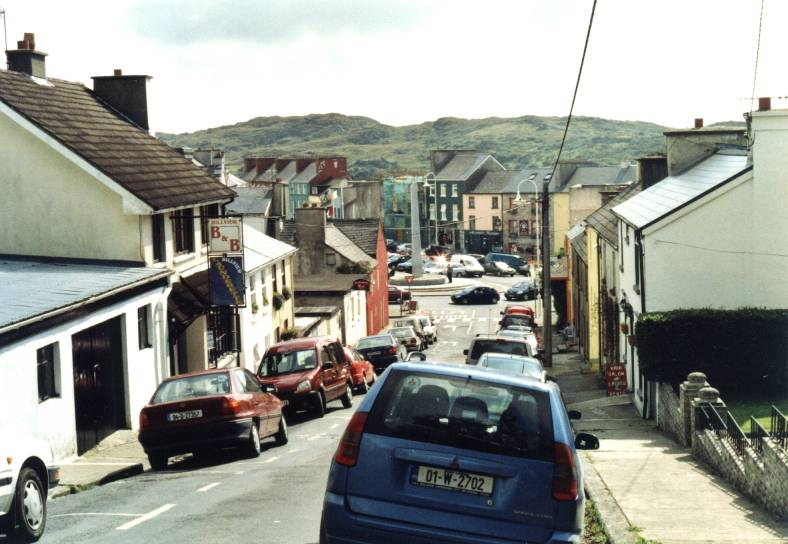
Strade di Clifden
Vista del caratteristico villaggio da Church Hill

La strada N59 da Galway (distante 77 km) a Westport (64 km) passa attraverso il villaggio. Da Clifden parte la strada chiamata Sky Road, molto suggestiva e poco trafficata, che si snoda lungo la costa del golfo, mentre le vie del paese sono gran parte in salita e rendono molto pittoresco l'abitato.

### Bus
Servizi regolari di bus collegano Clifden al resto d'Irlanda tramite la compagnia nazionale Bus Éireann e la privata Michael Nee, quasi sempre diretti a Galway.

## Eventi
- "Connemara Pony Show", organizzata dalla società di Allevatori del Connemara Pony e tenuta il terzo giovedì di agosto sin dal 1924.
- "Clifden Community Arts Week" a fine settembre con passi di poesia, letture, recitazioni e musica tradizionale. Il festival fu ideato la prima volta dagli insegnanti della Clifden Community School nel 1979 per portare le arti creative nelle aule scolastiche.
- "Omey Island Races": corse di cavalli sulla spiaggia della particolare isola.
- Clifden Regatta.

## Società

### Religione

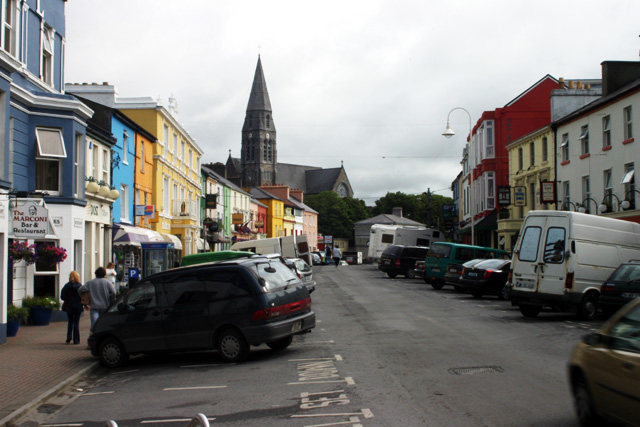
Centro
Il centro di Clifden dominato dalla chiesa

A Clifden sono influenti sia la Chiesa cattolica, in quanto la cittadina giace tra la Diocesi di Galway e Kilmacduagh, sia la Church of Ireland presente con le Diocesi Unite di Tuam, Killala e Achonry, oltre che la propria Omey Union Parish. Clifden, di suo, ha due chiese: St.Joseph's (cattolica) e Christ Church (anglicana).

## Media locali
- The Connaught Tribune, su connacht-tribune.ie. URL consultato il 18 marzo 2006 (archiviato dall'url originale il 29 marzo 2006).
- Connemara Community Radio, su connemarafm.com.

## Luoghi vicini

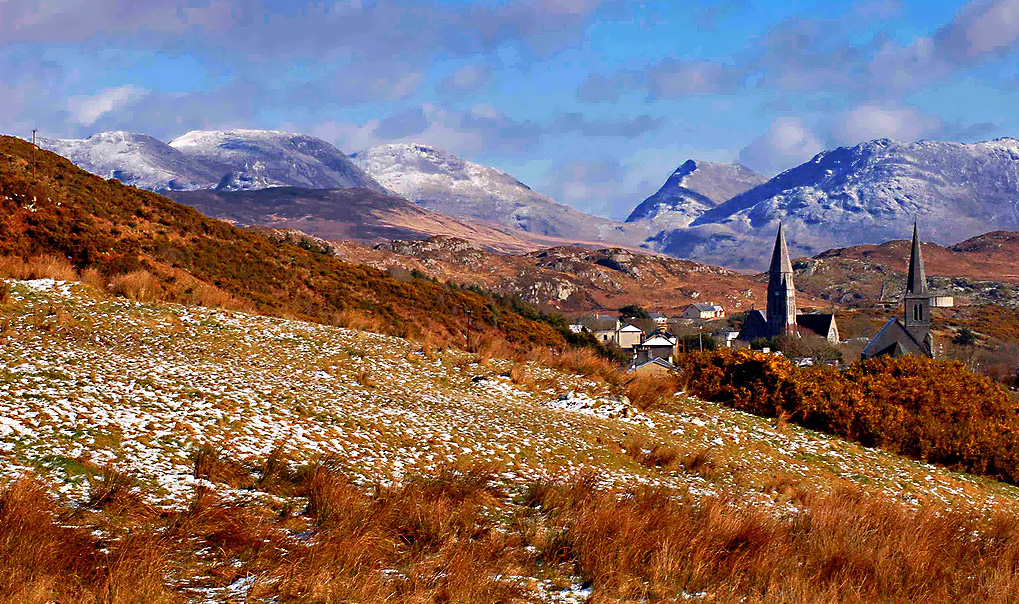
Clifden ed i Twelve Bens
Rara quanto suggestiva fotografia del villaggio innevato con le celebri cime sullo sfondo

- Twelve Bens
- Parco nazionale di Connemara
- Abbazia di Kylemore*
- Ballynahinch Castle
- Sky Road
- Derrygimlagh Bog
- Inishbofin
- Slyne Head Lighthouse
- Omey Island